# Семантический ореол метра
Семантический ореол метра — свойство «культурной памяти» постепенно накапливать представление об образах, мотивах и темах, присущих определённому стихотворному размеру, на основе произведений, в которых он ранее был использован; вереница смысловых ассоциаций, исторически связанных с этим размером. Изучение этого явления и стабилизация обозначающего его термина связаны, прежде всего, с трудами Михаила Гаспарова — монографией «Метр и смысл. Об одном из механизмов культурной памяти», впервые опубликованной в 1999 году, и серией предшествовавших статей. Вопреки дословному звучанию термина, в науке обсуждается семантика именно стихотворного размера (например, трёхстопного ямба) и его конкретных вариаций (например, трёхстопного ямба с мужскими окончаниями), а не метра (ямба вообще).

## Предыстория
Первые попытки нащупать связь между стихотворным метром и тянущимся за ним смысловым шлейфом относятся ещё к теоретическим изысканиям Михаила Ломоносова и сопровождают всю историю российского стихосложения. Вплоть до XX века проблемой соотношения метра и языка, метра и образной системы занимались не учёные, а сами поэты:
М.В. Ломоносов. «Письмо о правилах российского стихотворства» 1739г. :

Чистые ямбические стихи… поднимался тихо вверх, материи благородство, великолепие и высоту умножают. Оных нигде не можно лучше употреблять, как в торжественных одах… Очень также способны и падающие, или из хореев и дактилей составленные, стихи к изображению крепких и слабых аффектов, скорых и тихих действий быть видятся.— М.В. Ломоносов. «Письмо о правилах российского стихотворства» 1739г.
Н.С. Гумилев. О стихотворных переводах. 1919. :

У каждого метра есть своя душа, свои особенности и задачи: ямб, как бы спускающийся по ступеням (ударяемый слог по тону ниже неударяемого), свободен, ясен, тверд и прекрасно передает человеческую речь, напряженность человеческой воли. Хорей, поднимающийся, окрыленный, всегда взволнован и то растроган, то смешлив, его область — пение. Дактиль, опираясь на первый ударяемый слог и качая два неударяемые как пальма свою верхушку, мощен, торжественен, говорит о стихиях в их покое, о деяниях богов и героев. Анапест, его противоположность, стремителен, порывист, это стихии в движенье, напряженье нечеловеческой страсти. И амфибрахий, их синтез, баюкающий и прозрачный, говорит о покое божественно легкого и мудрого бытия.— Н.С. Гумилев. О стихотворных переводах. 1919.
Современники и коллеги Михаила Гаспарова в своих исследованиях подошли вплотную к проблеме разграничения «органической» и «исторической» связи элементов произведения: например, Б. В. Томашевский в работах «Строфика Пушкина» и «Стих и язык», Л. И. Тимофеев в «Очерках теории и истории русского стиха», В. В. Виноградов в работе «О языке художественной литературы», К. Ф. Тарановский в статьях о семантической традиции некоторых размеров и т. д.

## История понятия
Понятие «семантический ореол метра» введено в оборот Михаилом Гаспаровым в статье 1979 года «Семантический ореол метра. К семантике русского трёхстопного ямба» со ссылкой на статью К. Ф. Тарановского «О взаимодействии стихотворного ритма и тематики» (1963) и последовавшую за ней научную дискуссию. Сам Гаспаров описывает генезис понятия следующим образом:
М.Гаспаров. Метр и смысл. Об одном из механизмов культурной памяти. 1991.:

Ключевым понятием исследования становится термин «экспрессивный ореол» или «семантический ореол» стихотворного размера. У этого понятия своя причудливая история, прослеженная М. Шапиром [1991]: само слово «ореол» возникает у Б. Томашевского: «Каждый размер имеет свой „ореол“, свое аффективное значение»; эпитет «экспрессивный» появляется в парафразе В. Виноградова: «Все стихотворные размеры в какой-то мере выразительны, и выбор их не безразличен. Каждый размер имеет свой экспрессивный „ореол“, свое аффективное значение»; вслед за этим об «экспрессивно-тематическом» ореоле говорит Л. Маллер [1970], об «идейно-тематическом» ореоле — О. Федотов. Эпитет «семантический» ненамеренно возник уже в наших работах, продолжавших Тарановского [Гаспаров 1979, 284], но, кажется, прижился в большей степени. — М.Гаспаров. Метр и смысл. Об одном из механизмов культурной памяти. 1991.
Причиной столь позднего оформления понятия стал многолетний кризис стиховедения. «Вот уж полтораста лет, — пишет Гаспаров, — теория литератур сосредоточила свое внимание преимущественно на изучении образного и идейного строя литературных произведений». Переломными стали 1958—1959 годы, которые ознаменовала целая серия публикаций по стиховедению и стилистике, выделившимся из литературоведения в отдельные дисциплины.
Гаспаров противопоставляет попыткам современников выявить «природную» семантическую склонность метра к определённым мотивам, уходящую корнями в теоретические изыскания Ломоносова, тезис об исторической памяти и целостности историко-литературного контекста в противовес целостности произведения.
М.Гаспаров. Метр и смысл. Об одном из механизмов культурной памяти. 1991.:

…Ломоносов ещё мог верить, что «восходящий ритм» ямба делает его органически свойственным высокому парению оды; современный ученый серьёзно говорить об этом уже не может. Но это не значит, что между образом и языком, образом и стихом связи не существует: связь есть, но не безусловная, а условная, не органическая, а историческая.— М.Гаспаров. Метр и смысл. Об одном из механизмов культурной памяти. 1991.
Гаспаров поясняет, что в исторической практике определённые размеры связывались с разными стилями, жанрами и темами, тем самым накапливая вереницу смысловых ассоциаций. Ученый подчеркивает, что «избрать такое-то слово или размер — уже значит подсказать читателю целую сеть смысловых ассоциаций, тянущихся за ними».

## Примеры
В качестве простых примеров своей теории Михаил Гаспаров приводит во вступлении к исследованию цитату из работы филолога-стиховеда Георгия Шенгели «Русское стихосложение»:
Г.А. Шенгели. «Русское стихосложение».:

 Кроме того, иногда поэт учитывает известную традицию в употреблении данного размера: так, например, Багрицкий в поэме «Дума про Опанаса», изображая гражданскую войну на Украине, применил тот же размер, которым пользовался Шевченко, изображая в «Гайдамаках» также вооруженную борьбу украинских народных масс; тем самым Багрицкий напоминал читателю все те образы, которые он освоил при чтении Шевченка. — Г.А. Шенгели. «Русское стихосложение»
Г.А. Шенгели. «Русское стихосложение».:

 Поэт нередко, особенно работая над крупными вещами, учитывает известную традицию в применении данного метра, учитывает положительно (следуя ей) или отрицательно (отвергая её). Так драматические произведения в стихотворной форме в XVIII в писались особым видом 6-ст. ямба… и этот метр был традиционен; после пушкинского «Бориса Годунова» для стихотворных драм стал традиционен 5-ст. ямб, но нерифмованный, «белый». Лермонтовская «Песня про купца Калашникова» и брюсовское «Сказание о Петре разбойнике» написаны тем стихом, который применялся в старинных народных былинах. Сюжетные баллады, как «Песнь о вещем Олеге» Пушкина или «Баллада об арбузах» Багрицкого, согласно традиции романтической баллады, написаны сочетанием 3- и 4-стопных строк; то же сделал и Маяковский, говоря о балладе в начале поэмы «Про это». В основе использования традиционных для данной темы или для данного жанра метров обычно лежит стремление напомнить читателю те образы и переживания, которые связаны с прочитанными ранее произведениями сходного типа, и тем усилить впечатление от данной вещи… Традиционность того или иного метра порою <даже> препятствует его применению для той или иной темы. Например, гекзаметр… настолько «сросся» с образами и тематикой древнегреческих и латинских поэм, что применение его для современной тематики затруднительно — и не потому что он «не годится» сам по себе, а потому что связанные с ним ассоциации будут тормозить проникновение читателя в ход мыслей и переживаний современного поэта.— Г.А. Шенгели. «Русское стихосложение»